# Dicky Eklund
Richard Eklund, detto Dicky (Lowell, 9 maggio 1957), è un ex pugile statunitense.

## Biografia
Conosciuto come "The Pride of Lowell" (l'orgoglio di Lowell) è il fratellastro di Micky Ward, ex pugile campione del mondo della WBU, categoria pesi welter.
La sua carriera di pugile va dal 1975 al 1985, periodo nel quale accumula 19 vittorie, di cui 4 per KO e dieci sconfitte.
Il combattimento più importante della sua carriera si tiene il 18 luglio 1978, quando incontra Sugar Ray Leonard al Memorial Hynes Auditorium di Boston. L'incontro lo vede sconfitto ai punti per una decisione unanime della giuria.
Finita la carriera agonistica diventa allenatore a tempo pieno del suo fratellastro Micky Ward.
Eklund, dopo il ritiro, diventa tossicodipendente e viene anche condannato a scontare una pena di reclusione di quindici anni per aver commesso alcuni crimini.
Un documentario dell'emittente americana HBO (della serie "American Undercover") intitolato High on Crack Street: Lost Lives in Lowell, racconta la sua vita, e per girarlo, Eklund è stato seguito nel suo quotidiano per un anno e mezzo.
Dicky, come allenatore, è noto per la sua intuizione, per la sua capacità di motivare gli atleti e per il suo regime di allenamento impegnativo. Grazie alla sua disciplina, ha contribuito a spingere il fratello Micky verso la vittoria del suo titolo mondiale.
La sua storia viene raccontanta nel film The Fighter del 2010, diretto da David O. Russell e il suo personaggio viene interpretato da Christian Bale, che proprio per questo ruolo vince l'Oscar come miglior attore non protagonista nel 2011.